# Mela Mutermilch

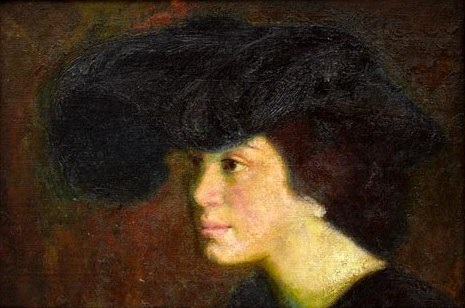
Bolesław Nawrocki, Retrat de Mela, 1903.

Mela Mutermilch (Varsòvia, 26 d'abril de 1876 - París, 1967), el seu nom de soltera era Maria-Melania Klingsland i els amics la coneixien com a Mela Muter, fou una pintora polonesa naturalitzada francesa el 1902.

## Biografia
Va néixer a Varsòvia i amb setze anys va començar a assistir a classes de dibuix i piano. El 1889, i durant un any, va estudiar a l'Escola de Dibuix i de Pintura per a Dones dirigida per Milosz Kotarbinski. El mateix any es va casar a la sinagoga de Varsòvia amb Michal Mutermilch, escriptor i crític d'art, de qui va prendre el cognom.
El 1901, després del naixement del seu únic fill, Andrzej, el matrimoni va marxar cap a París, on Mela va viure bona part de la seva vida i on es va formar com a pintora a l'acadèmia Colarossi. El 1902 va presentar la seva primera mostra individual a Varsòvia i el 1903 va participar per primera vegada al Saló de París, l'exposició d'art oficial de l'Acadèmia de Belles Arts. Va exposar en diferents salons parisencs i també fora de França, en ciutats com Varsòvia, Cracòvia, Múnic, Pittsburgh, Liverpool, Edimburg, Londres, Bordeus, Rouen o Nantes. Exposava al costat dels avantguardistes del moment, molts dels quals formarien part del seu cercle d'amistats parisenques.
Va estar estretament vinculada a Catalunya, en un primer moment a Barcelona, on va inaugurar la nova sala d'exposicions Josep Dalmau l'any 1911, al carrer de la Portaferrissa, que l'any següent mostraria una exposició col·lectiva d'artistes polonesos residents a París, en la qual hi van participar també Olga de Boznanska, Antoine Buszek, Stanislawa Centnerszwer, Witold Gordon, Léopold Gottlieb, Mieczyslaw Jakimowicz, Roman Kramstyk, Joseph Makowski, Élie Nadelman, Joseph Pankiewicz, Stanislaw de Rzecki, Jean Rubczak, Félicja Szerer i Eugène Zak.
A Girona hi va arribar per primera vegada el març del 1914, el mateix any que se separava del seu marit, per exposar a la sala Athenea de la ciutat, gràcies a Rafael Masó. Es va instal·lar a la part vella, on convivia amb l'amic i pintor Pere Farró. Allà va adquirir una gran popularitat en els ambients artístics i al seu voltant va aglutinar tota una sèrie d'artistes com Xavier Montsalvatge, Manolo Hugué o Celso Lagar, amb el cafè Norat de la Rambla com a punt de referència de les tertúlies. Mela va pintar la part vella de la ciutat, la vall de Sant Daniel i alguns pobles de l'entorn, a part de nombroses figures i retrats. Eugeni d'Ors la va batejar com "la bona polonesa".
A Barcelona, va exposar també a la Sala Parés (1916) i l'any 1931 en l'exposició Bodas de Plata: Retratos de gente famosa por artistas de fama de les Galeries Syra. També va entrar en contacte amb el Centre de Cultura i Biblioteca Popular de la Dona, sempre acompanyada del jove Pere Farró, amb qui va exposar a les Galeries Dalmau el 1919.
Guanyà una medalla d'or a l'Exposition Universelle de París del 1937 i als anys trenta va ser assídua del Salon d'Autonme, del Salon des Tuileries i del Salon des Femmes Artistes Modernes. Exposà a Alemanya (galeria Tannhäuser), Washington (Carnegie Institute), Pittsburgh, Venècia, Nova York, Londres, Varsòvia, etc.
Amb la mort del seu fill i l'esclat de la Segona Guerra Mundial es va apartar de la vida pública. Durant la guerra es va retirar al sud de França i després va tornar a París, on vivia senzillament sense deixar de pintar. Tot i que el 1953 li van dedicar una exposició retrospectiva a París, no va ser de nou descoberta fins al 1965, any a partir del qual va tornar a exposar per Europa i Amèrica. Llavors ja estava malalta i tot el que guanyava ho dedicava a beneficència. Va morir el 1967 al seu estudi de la Rue Pascal de París.

## Obra
Conreà una pintura molt construïda i amb forta base de dibuix, acolorida amb petits tocs de tons vius. Mela va pintar la part vella de la ciutat, la vall de Sant Daniel i alguns pobles de l'entorn, a part de nombroses figures i retrats, especialment de molts pintors i intel·lectuals del seu entorn. Els crítics del moment hi van veure influències de la pintura de Pont Avent, de Cézanne, de Van Gogh i del fauvisme. A més de la pintura, va treballar també la punta seca i el carbonet.
Hi ha obra seva als museus d'Alger, Barcelona (Museu Nacional d'Art de Catalunya: Retrat del pintor, 1910; Retrat del marxant Josep Dalmau i Rafel, 1911; i Santa Família, 1912), Girona (Museu d'Art de Girona: L'Onyar a Girona, 1914), al Museu d'Història de la Ciutat de Girona (Carrer Cúndaro, Girona, 1914), al Museu Nacional de Varsòvia, al Museu d'Art Modern de París, Lió i altres ciutats franceses.
A la Fundació Rafael Masó de Girona es pot contemplar Vora el riu i el retrat Nando (1910), pertanyent a la família Masó Bru, a qui va dedicat, un treball preparatori de la seva obra En Catalogne, de la col·lecció Boleslaw i Lina Nawrocki de Varsòvia.

## Memòria
El 1994 l'Ajuntament de Girona va presentar una exposició que en recuperava la figura i l'obra de la pintora. Anys més tard, el 2018, el Museu d'Art de Girona va fer una exposició que recordava la seva obra juntament amb la d'altres artistes polonesos del seu entorn.
La ciutat de Girona li ha dedicat una plaça.